# Tomasz Naumiuk
Tomasz Naumiuk (ur. 23 grudnia 1981 w Olsztynie) – polski operator filmowy.
Absolwent Wydziału Operatorskiego Państwowej Wyższej Szkoły Filmowej, Telewizyjnej i Teatralnej w Łodzi (2009). Członek Stowarzyszenia Autorów Zdjęć Filmowych.

## Wybrana filmografia
jako autor zdjęć:
- 39 i pół (2008-2009) - odc. 14-39
- Być jak Kazimierz Deyna (2012)
- Prawo Agaty (2012-2015) - odc. 29, 32-33
- Disco polo (2015)
- Diagnoza (2017) - odc. 1-13
- Amok (2017)
- 1983 (2018) - odc. 1-2, 7-8
- Nina (2018)
- Wataha (2019) - odc. 16-18
- Obywatel Jones (2019)
- Zielona granica (2023)
- Rzeczy niezbędne (2024)

## Wybrane nagrody i nominacje
- 2012: Nagroda za zdjęcia do filmu Być jak Kazimierz Deyna na Koszalińskim Festiwalu Debiutów Filmowych „Młodzi i Film”
- 2015: Nagroda za zdjęcia do filmu Disco Polo na Koszalińskim Festiwalu Debiutów Filmowych „Młodzi i Film”
- 2018: Nagroda Główna w konkursie filmów polskich na Międzynarodowym Festiwalu Sztuki Autorów Zdjęć Filmowych „Camerimage” w Bydgoszczy za zdjęcia do filmu Nina
- 2020: nominacja do Polskiej Nagrody Filmowej w kategorii najlepsze zdjęcia za Obywatel Jones